# Neon Fiction
Neon Fiction is het derde studioalbum van de Amerikaanse band Sundowner, het akoestische muziekproject van Chris McCaughan, zanger en gitarist van The Lawrence Arms. Het album werd uitgegeven op 3 september 2013 via het platenlabel Fat Wreck Chords op cd en lp.

## Nummers
1. "Cemetery West" - 3:47
2. "My Beautiful Ruins" - 4:26
3. "Concrete Shoes" - 3:25
4. "We Drift Eternal" - 3:00
5. "Grey On Grey" - 2:22
6. "Life in the Embers" - 3:03
7. "Origins" - 1:44
8. "Paper Rose City" - 4:30
9. "Poet of Trash" - 4:10
10. "Wildfires" - 3:37

## Muzikanten
- Chris McCaughan - zang, akoestische gitaar, elektrische gitaar
- Neil Hennessy - basgitaar, drums